# テオルボ

14コース・テオルボ

テオルボ（英: theorbo、仏: théorbe、伊: tiorba）は、リュート族の撥弦楽器。16世紀末に現れ、バロック末期まで通奏低音楽器およびソロ楽器として幅広く使用された。同様の楽器でキタローネ（伊: chitarrone）と呼称されるものもある。

## 構造
この時代の楽器は現代の楽器のように標準化されていないので、テオルボと呼称される楽器でも大きさや形状が様々異なるオリジナル楽器が知られている。ここでは、テオルボと呼ばれる楽器の一般的な特徴を叙述する。
胴体（ボディ）はリュート同様、洋梨を半分に割ったような後ろ側が丸い形状を持っており、そこに長いネックが取り付けられている。ボディーは、通常のリュートよりも大きく、ネックの長さは1メートル前後のものが多い。通常のリュート同様、指板が取り付けられる部分にさらに拡張ネックと呼ばれる竿状の長いネックを取り付けている。弦はルネサンス・リュートなどとは違い、通常単弦（1コース1弦）である。指板のあるネック部分にとり付けられている弦をストップ弦 (stopped string)、竿状の長いネックに取り付けられた弦を拡張バス弦 (extended bass string) などと呼ぶ。ストップ弦は、リュートやギターなどと同様、指板に押し付けて音程を変化させ演奏するが、拡張バス弦はもっぱら開放弦で用いる。ストップ弦は長さ70から90センチメートル程度、拡張バス弦は長さ150から170センチメートル程度のものが多い。テオルボは14コース（すなわち14弦）の楽器が最も一般的で、14本の弦のストップ弦と拡張バス弦への振り分けは様々であるが、（ストップ弦）+（拡張バス弦）が6+8、7+7のものが多い。調弦法は歴史上様々なものが知られているが、1コースがAから始まる下記のような調弦が最も一般的である。

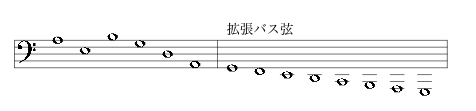
テオルボの調弦の例

## 歴史と名称
上記のような特徴を持った楽器の一部はしばしばキタローネ（伊 chitarrone）と呼ばれることもあるが、このことはテオルボ・キタローネの出現の歴史と関係している。
キタローネと名前のつく楽器は、1580年頃にフィレンツェのカメラータで用いられ始めたと思われている。1589年のフェルディナンド・デ・メディチとフランスの公女クリスティーヌ・ド・ロレーヌの結婚を祝う祝祭のための音楽を作った一人であるクリストーファノ・マルヴェッツィは、1592年の出版譜の中で、この祝祭の際に「ヤコポ・ペーリがキタローネの弾き語りで歌った」と記録している。また、ジュリオ・カッチーニは「新音楽」（Le Nuove Musiche, 1601年）の序文の中で「歌、特にテノールの歌の伴奏にはキタローネが他のいかなる楽器よりも適している」という記述を残している。カメラータの活動は、古代ギリシアの音楽悲劇の再現を目的にしており、キタローネの名はギリシア語のkitharaからきている。このように、カメラータでのモノディ草創期にはキタローネは非常に重要な楽器と見なされていた。
この、カメラータのキタローネがどのような楽器であったかは詳しくわかっていない。アレッサンドロ・ピッチニーニは、1623年の「リュートとキタローネのためのタブラチュア集」の序文の中で、拡張バスは自分がアーチリュート（伊 arciliuto）を発明したときに初めて出現し、それは1594年のことであった、と主張している。ロバート・スペンサーはこれを受けて、カメラータのキタローネはバスリュートを4度上に調弦し、1コースと2コースを1オクターブ下げたものだったのではないかと推測しているが、このことに確証はない。
いずれにせよ、残されているオリジナル楽器などから、1600年から1610年頃には前項で記述したような拡張バス付きの楽器が急速にイタリアで広まり、相当数の楽器が作られたことがわかる。エミリオ・デ・カヴァリエーリが1600年にローマで上演した「魂と肉体の劇」（Rappresentatione di Anima, et di Corpo...）では、「キタローネまたの名をティオルバ」(un Chitarone, ò Tiorba che si dica) が用いられたと記録されていることもこの観測と合致している。17世紀前半には（拡張バス付き）のキタローネは通奏低音楽器としてイタリアを中心に広範囲で用いられ、この時期にはキタローネ用のタブラチュア集も多く出版された。
すでに述べたように、1600年の時点でtiorba（ティオルバ＝テオルボ）の呼称が用いられており、文献中の tiorba の用例も多く見られることから、この呼称も一般的に用いられていただろうが、キタローネとの違いを主張する用語であったのか、単に別名であったのかは判然としない。
フランスやイギリスでテオルボが本格的に用いられるようになったのは17世紀後半からであるが、これはフランスにおいてはマザラン卿らによるイタリア音楽の積極的な輸入、イギリスにおいても、イタリア風モノディ・オペラの伝播の時期と一致している。フランスにおける独自のバロック様式の発展、また、イギリスにおけるイタリア風オペラの流行によってこれらの地域でもテオルボは通奏低音楽器として盛んに用いられた。フランスにおいてはリュートが衰退した後も、通奏低音楽器として長く生き残った。バロック期のドイツでもテオルボは用いられていた。このことはドイツの博物館にテオルボが残されていることや、ドイツで制作されたオリジナル楽器が存在することなどからもわかる。しばしばジャーマン・テオルボと呼ばれる楽器の中には、バロック期のリュートにおけるバロックリュートと同じニ短調調弦のための楽器が多く存在し、これらはバロック・リュートの一種と見なされる。
17世紀末にはテオルボの果たしていた役割は徐々にアーチリュートに置き換えられていったとする見方もある。これは、バロック中期以降、通奏低音パートがヘ音記号の五線の上にまで上るような比較的高い音を用いるような作曲法が主流になり、1コース及び2コースを1オクターブ下げているテオルボではこれらのバス音の上に和声を付けられないのがその一つの理由であると考えられている。それでも、テオルボはバロック最末期まで通奏低音楽器として用いられ続けたが、古典期になると姿を消した。
しかしこのような議論には問題もある。実際にテオルボとアーチリュートを区別する基準はそれほど明確ではないからである。より詳細に同時代の文献を調べると、実に様々なタイプの拡張バス付きリュート族の楽器が存在していたことがわかる。ヨーロッパ各地の博物館に残されているオリジナル楽器の多様性からも同じことが言える。初期のキタローネは、ボディ、拡張ネックともに大きく、ストップ弦長が90センチメートル、拡張バス弦長が170センチメートル、全長が2メートルにもおよぶオリジナル楽器が多く残されている一方で、ずっと小振りの楽器も残されている。ウィーン美術史博物館に残されている、ヴェネツィア1610年頃制作の拡張弦付き楽器（カタログ番号SAM 41, C45）は、ストップ弦が複弦であり、弦長もストップ弦が67センチメートル、拡張バス弦長が140センチメートルの楽器であるが、これをウィーン美術史博物館はキタローネとしてカタログに掲載している。その一方で、この楽器は中期バロック以降の標準的なアーチリュートに近い仕様を持っているため、一部の音楽家、演奏家はこのモデルをアーチリュートとして認識しているようである。17世紀前半にこのような仕様を持ったモデルは複数存在しているが、これがどのような調弦で用いられていたかわからないために、キタローネ＝テオルボとアーチリュートの間の区別は楽器個体の仕様による区別というよりは、調弦やその音楽への使用法による区別だと見なすこともできる。

## レパートリー
テオルボ（キタローネ）はその黎明期から、まず第一に通奏低音楽器としての役割を与えられていた。モノディー歌曲や、それを受け継いだヴェネツィア風のオペラ、またフランスで独自に発展したバロック様式においてつねに、テオルボは通奏低音楽器として用いられていたので、これらの曲目はテオルボの主要なレパートリーと見なすことができる。一部のテオルボの名手たちは、テオルボのためのソロレパートリーを残している。
ソロ・レパートリーを残した作曲家の一部をあげる。
- ジョヴァンニ・ジローラモ・カプスペルガー[6]
- アレッサンドロ・ピッチニーニ
- ピエトロ・パオロ・メリイ (Pietro Paolo Melii)
- ロベール・ド・ヴィゼー